# Herrera-Stil

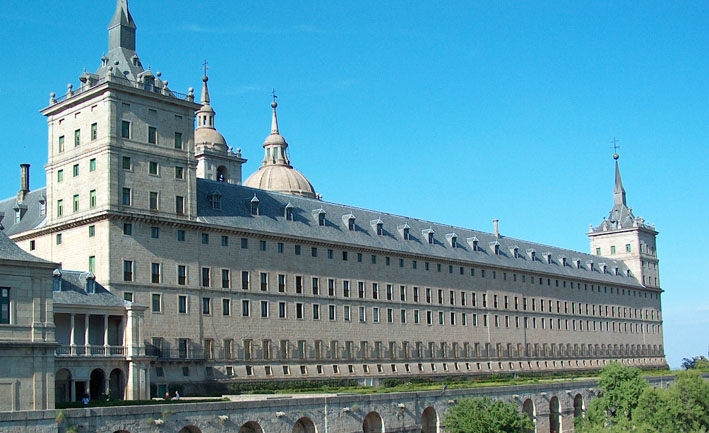
El Escorial – Südseite

Herrera-Stil (spanisch: Estilo Herreriano, Herrerianismo oder auch Desornamentado-Stil) ist die heutige Bezeichnung für einen spanischen Architekturstil der Spätrenaissance in der Zeit der Gegenreformation (ca. 1560–1620). Benannt ist er nach dem Baumeister Juan de Herrera, der – nach dem frühen Tod seines Vorgängers Juan Bautista de Toledo im Jahr 1567 – zwischen 1572 und 1584 die Bauarbeiten an der äußerst strengen, von König Philipp II. mitkonzipierten, Schloss- und Klosteranlage des Escorial leitete.

## Charakteristika

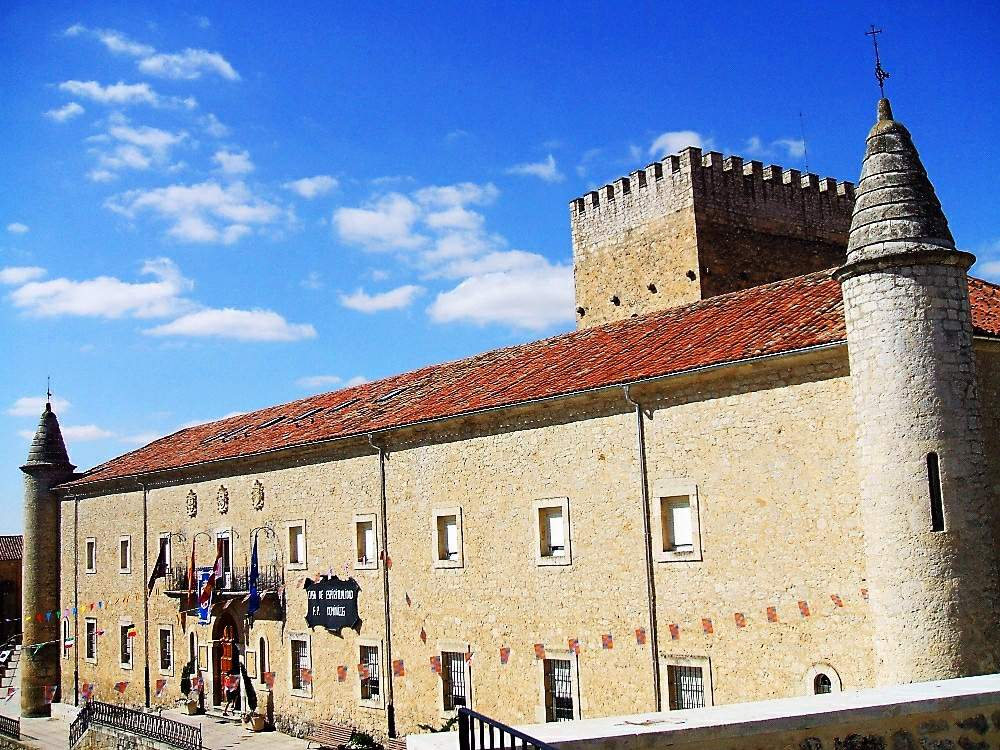
Dominikanerkloster in Caleruega (16. Jh., Architekt unbekannt)

Der Herrerianismo ist ein strenger und ornamentloser Stil, bei dem die Architektur der Bettelorden (Franziskaner, Dominikaner) Pate gestanden haben könnte. Baukörper sowie die Außen- und Innenwände sind weitgehend frei von kurvilinearen Linien; auch auf horizontale Gesimse, vertikale Wandauflagen wie Lisenen und Pilaster oder die Hervorhebung einzelner Bauteile durch Mittel- oder Eckrisalite wird weitgehend verzichtet. Selbst Fenster und Türen sind oft nicht oder nur äußerst zurückhaltend gerahmt – sie wirken wie in die Wand eingeschnitten; Wappenschilde, Balkone oder Balustraden fehlen. Diese extreme Stilauffassung ist jedoch nur an wenigen Bauten strikt eingehalten worden (z. B. am Escorial oder am Palacio Ducal de Lerma); andernorts erscheinen durchaus einzelne Gliederungselemente, doch insgesamt bleibt der Stil – in deutlichem Gegensatz zum vorhergehenden, teilweise sogar gleichzeitigen plateresken Stil (plateresco) – weitestgehend ornament- und schmucklos. Architekten bzw. Architekturhistoriker sprechen auch von einem „reinen Stil“.

## Wichtigste Architekten
Vorläufer
- Alonso de Covarrubias (1488–1570)

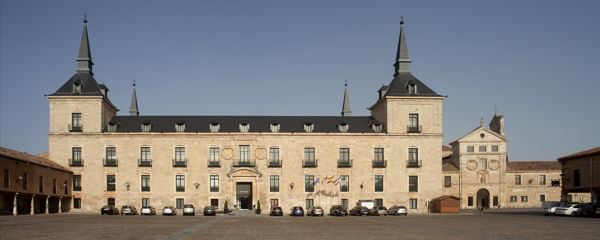
Lerma – Palacio Ducal und Konvent von San Blas (um 1610)

- Rodrigo Gil de Hontañón (1500–1577)
- Juan Bautista de Toledo (um 1510–1567)

Hauptvertreter
- Juan de Herrera (1533–1597)
- Francisco de Mora (1553–1610)

Nachfolger
- Juan Gómez de Mora (1586–1648)
- Ventura Rodríguez (1717–1785)

## Bauten
Vorläufer des Herrera-Stils

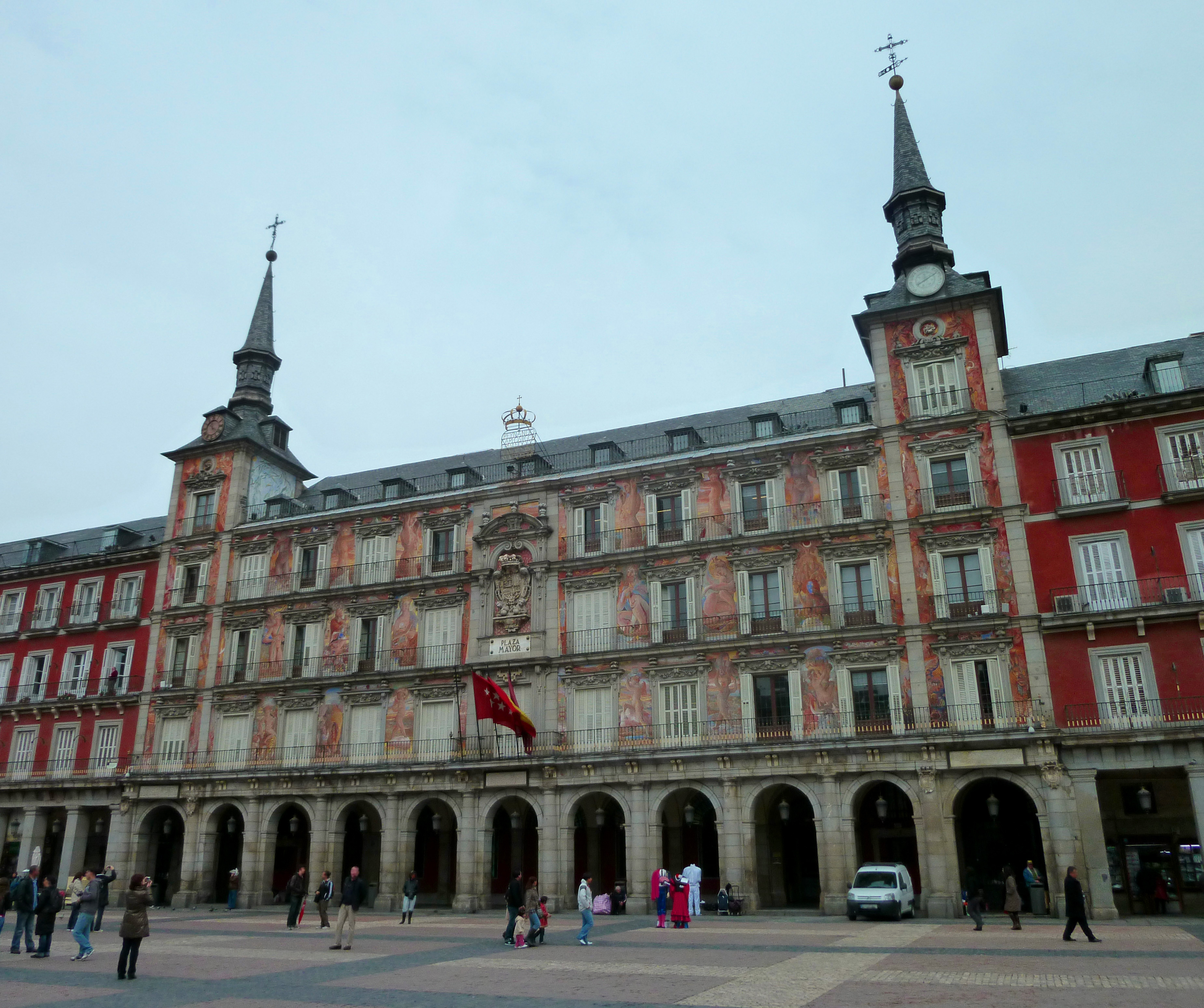
Casa de la Panadería, Madrid

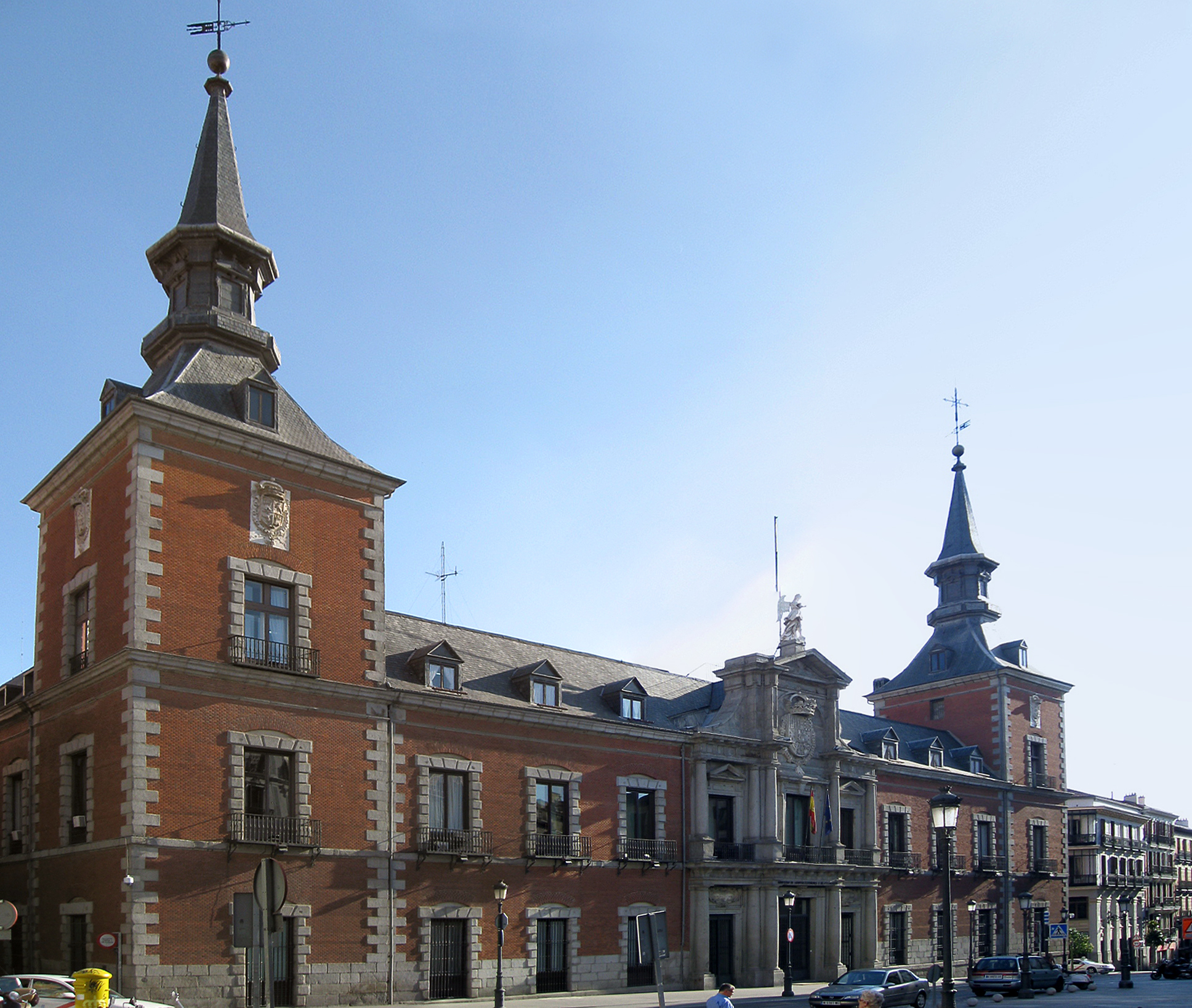
Palacio de Santa Cruz, Madrid

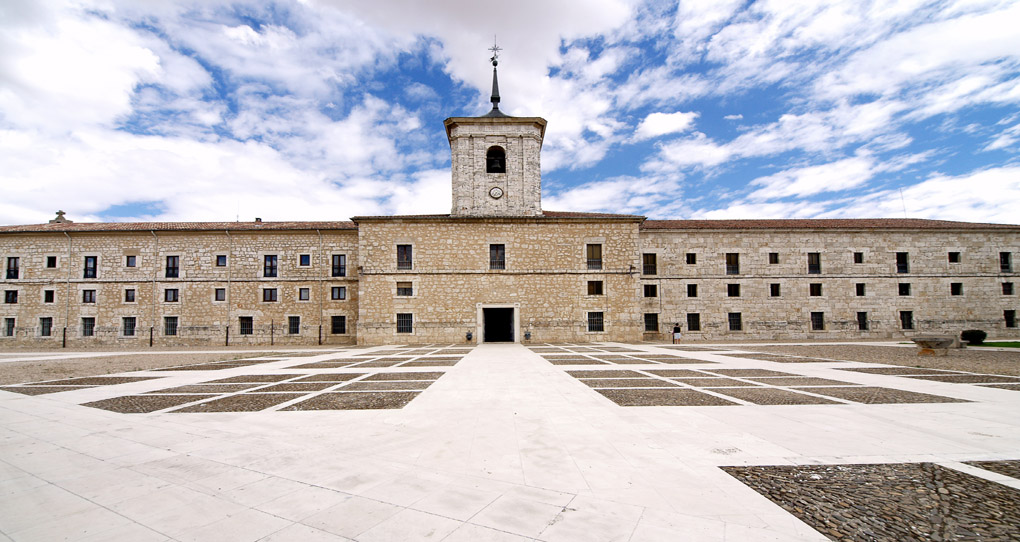
Wohntrakt des Klosters San Isidro de Dueñas

- Herzogspalast von Berlanga de Duero (Anfang 16. Jh.)
- Westseite der Kirche San Sebastián in Villacastín (um 1535/40)
- Alcázar von Toledo (um 1535, danach mehrfach restauriert)
- Fassade der Iglesia Santiago Apóstol in Cigales (um 1535)
- Hospital de Tavera in Toledo (1541–1603)
- Herzogspalast in Pastrana (Baubeginn um 1545)

Herrera-Stil
- Escorial (1563–1597)
- Kirche des Klosters Uclés (1580?–1598)
- Kirche Nuestra Señora de la Asunción in Valdemorillo (16. Jh.)
- Kirche Santiago Apóstol in Cebreros (16. Jh.)
- Kirche Nuestra Señora de la Asunción in Colmenar del Arroyo (16./17. Jh.)
- Herzogspalast von Lerma (1601–1617)
- Casa de la Panadería an der Plaza Mayor in Madrid (1617–1619)
- Palacio de Santa Cruz, Madrid (1629–1637)
- Herzogspalast von Medinaceli in Medinaceli (1621–um 1650)
- Convento de las Trinitarias, El Toboso (ca. 1660–1690)

Nachfolger
- Wohntrakt des Klosters San Isidro de Dueñas, Provinz Palencia (17. Jh.)
- Palacio de Goyeneche, Nuevo Baztán, um 1713
- Convento de San Agustín, Haro (1741)
- Palacio del Infante don Luis, Boadilla del Monte (1761–1765)
- Palacio de la Mosquera, Arenas de San Pedro (1776–1783)